# 사랑한다면 이들처럼 (2001년 2월 드라마)
《사랑한다면 이들처럼》은 2001년 2월 9일에 MBC에서 방영한 베스트극장이다.

## 등장 인물

### 주요 인물
- 김정난 : 수진 역 - 여성지 기자
- 이기영 : 남궁성후 역 - 오케스트라 지휘자, 수진의 옛 애인
- 차광수 : 진욱 역 - 수진의 애인, 현재 남편

### 그 외 인물
- 양희경
- 이상숙
- 김흥수
- 최항석
- 최재호
- 윤희주
- 한미진
- 문보현
- 이정민
- 허종수
- 최유란